# ألبرت إلي إيفز
ألبرت إلي إيفز (بالإنجليزية: Albert Ely Ives)‏ هو مهندس معماري أمريكي، ولد في 10 يوليو 1898 في نيوبورغ في الولايات المتحدة، وتوفي في 11 مارس 1966.